# Aeropuerto de Friburgo

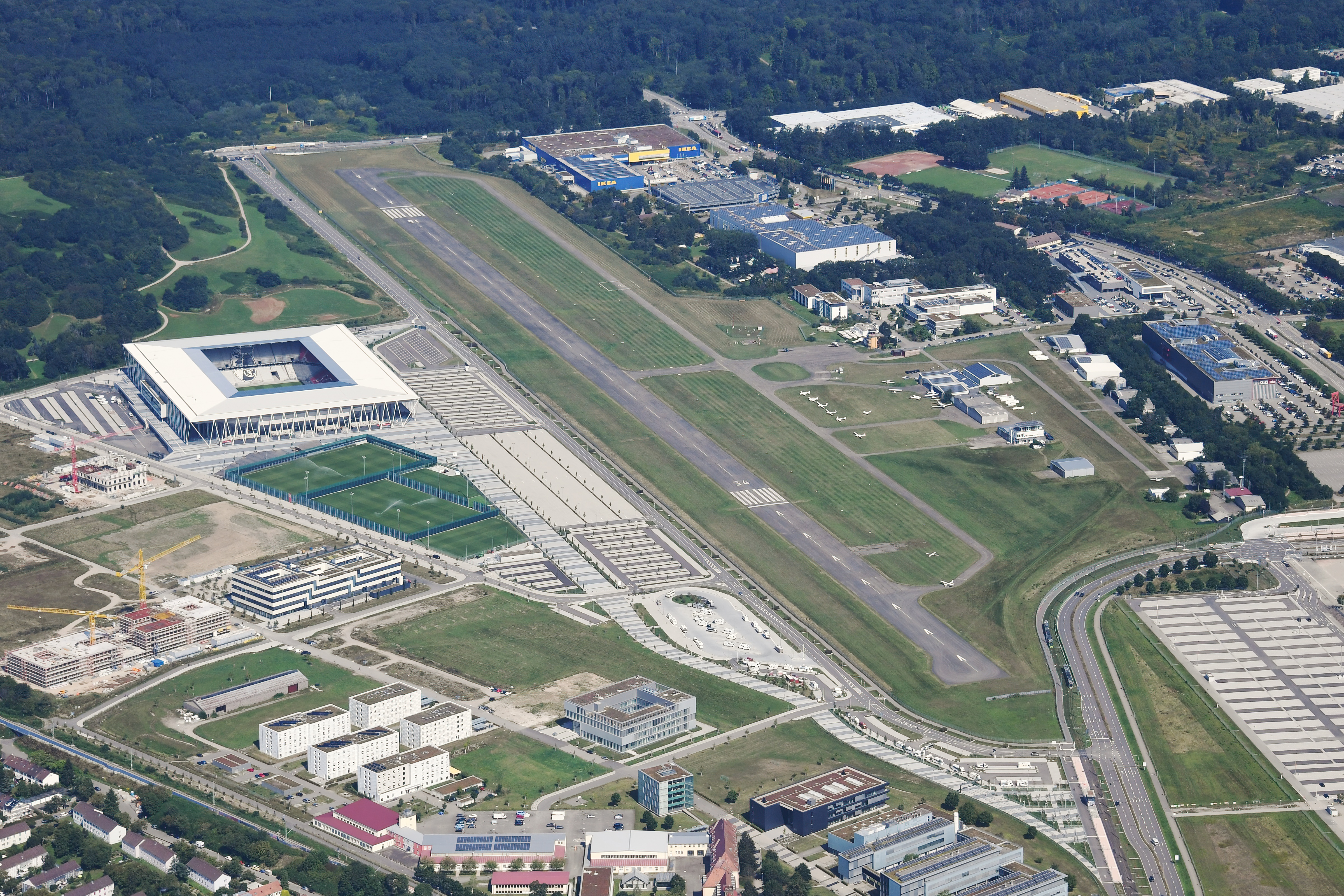
Imagen aérea del aeropuerto de Friburgo

El aeropuerto de Friburgo está ubicado en el noroeste del núcleo urbano de Friburgo de Brisgovia en Baden-Wurtemberg, Alemania, en el barrio de Brühl. Se trata de uno de los aeropuertos más antiguos de Alemania. Fue creado en el año 1907. Es un aeropuerto pequeño para aviones con un peso máximo al despegue de 10 toneladas. Está situado justo al lado de la Feria de Friburgo.